# Sahib I Giray
Sahib I Giray, Sahib Khan Girai (1501–1551) fue kan del Kanato de Crimea entre 1532 y 1551.

## Biografía
Él fue hijo del kan de Crimea Meñli I Giray. En 1521 su hermano, entonces Khan de Crimea, Mehmed I Giray, anexiona Kazan, y se lo da a Sahib. Su reinado estuvo marcado por ataques suyos contra el Principado de Moscú. En 1524 fue derrotado por el ejército de Basilio III de Rusia, por lo que tuvo que huir de Kazan siendo sustituido así por Safa Giray de Kazan. 
Regresó después de ello a Crimea. En 1532, después de la renuncia de Saadet I Giray a su trono, Sahib se convirtió en kan de Crimea con ayuda turca. En 1541, invadió de nuevo el Principado de Moscú. 
Fue derrocado por Devlet I Giray y murió en 1551.

## Familia
La esposas de Sahib fueron:
- Fátima Khatun;
- Khanbike Khatun, hermana del príncipe circasiano, Mashuk Kanukov.

- Datos: Q559150
- Multimedia: Sahib I Giray / Q559150